# Giuseppe Brolis
Giuseppe Brolis (Verdello, 5 gennaio 1923 – Verdello, 12 luglio 2005) è stato un dirigente sportivo italiano.

## Carriera
Inizia l'attività calcistica e dirigenziale nel Verdello, formazione dilettantistica bergamasca nella quale milita come calciatore e allenatore, prima di divenirne presidente; contemporaneamente, grazie alla laurea in Economia conseguita in gioventù presso l'Università Cattolica del Sacro Cuore di Milano, ricopre l'incarico di dirigente nelle Acciaierie Dalmine. In qualità di presidente del Verdello si occupa anche dell'attività di scouting di giovani calciatori, tra cui Francesco Duzioni, Pier Luigi Pizzaballa e Angelo Domenghini.
Nel 1961 lascia definitivamente la Dalmine, ingaggiato con contratto a tempo indeterminato dall'Atalanta, su decisione di Luigi Tentorio, che in quegli anni si occupava della gestione della società per conto del proprietario e presidente Daniele Turani. Nella società nerazzurra si occupa prevalentemente del settore giovanile, nella cui gestione subentra a Giuseppe Ciatto; amplia le strutture e prosegue la ricerca dei giovani da inserire nelle squadre minori atalantine, allargando il raggio d'azione della società alla Lombardia ed al Trentino. Tra i giocatori portati all'Atalanta vi sono Gaetano Scirea, Giuseppe Savoldi e Adelio Moro.
Prosegue la collaborazione con l'Atalanta fino al 1970, quando passa alla Cremonese con l'incarico di direttore sportivo (pur risultando ufficialmente un semplice consulente). Il trasferimento avviene nell'ambito di un progetto di collaborazione tra le due società voluto dal presidente neroazzurro Achille Bortolotti, che in questo periodo diviene vicepresidente della società grigiorossa; mantiene comunque il proprio ruolo nel settore giovanile nerazzurro. Nel corso della sua permanenza a Cremona ha modo di scoprire tra gli altri Antonio Cabrini (che Domenico Luzzara, presidente della società grigiorossa, stava per cedere alla Juventus, salvo poi cambiare idea e mandarlo all'Atalanta su consiglio di Brolis) e Cesare Prandelli, a sua volta ceduto all'Atalanta.
Tornato a tempo pieno alla società orobica, dal 1974 vi ricopre l'incarico di direttore sportivo, subentrando a Franco Previtali, dimissionario per contrasti con l'allenatore Heriberto Herrera. I rapporti tra Brolis ed Herrera sono freddi; l'allenatore paraguaiano, tuttavia, viene esonerato dopo l'ottava giornata di campionato e Brolis mantiene il suo ruolo di direttore sportivo fino a fine stagione. In seguito, dopo aver contribuito in modo determinante alla scelta di Giancarlo Cadè come allenatore per la stagione 1975-1976, visti i risultati non all'altezza delle aspettative del presidente Bortolotti viene sostituito da Renato Cavalleri nel ruolo di direttore sportivo, mantenendo tuttavia l'incarico di responsabile del settore giovanile fino a fine stagione. Dall'estate 1976 inizia a lavorare come osservatore alle dipendenze prima della Juventus (dove rimarrà per tre stagioni sostituendo Ugo Locatelli), poi del Perugia e del Brescia.
Nel 1983 viene chiamato da Leonardo Garilli come direttore sportivo del Piacenza, allenato da Titta Rota, con cui Brolis aveva già lavorato in precedenza a Bergamo ed a Cremona. Anche in questo caso, come a Cremona, l'incarico non è ufficiale, e Brolis risulta come consulente sportivo; in tale veste si occupa anche del vivaio. Rimane a Piacenza con questa mansione fino al 1988, contribuendo alla doppia promozione dalla Serie C2 alla Serie B e portando a Piacenza numerosi giovani ed ex giocatori dell'Atalanta o bergamaschi, tra cui Armando Madonna, Giorgio Mastropasqua e Aladino Valoti; lascia poi l'incarico a Gian Pietro Marchetti, anch'egli ex giocatore atalantino, e fino al 1990 continua a occuparsi del settore giovanile in qualità di responsabile.